# 吉川プリアンカ
吉川プリアンカ（よしかわ ぷりあんか、1994年1月20日 - ）は、日本のモデル兼連続実業家。世界3大ミス・コンテスト、ミス・ワールド・ジャパン2016年度日本代表。東京で生まれたが、幼少期をアメリカとインドで過ごしたことから、日本語の他に英語とベンガル語を話すトリリンガル。高校生時にスカウトされたことをきっかけに、モデルを始めるが、2015年〜ミス・ワールド日本代表になるまでは休業をしていた。ミス・ワールド日本代表任期を終えた、2017年9月に1社目となる会社を設立。データマーケティング企業を吸収し新会社として再編させる。2019年3月には2度目の起業となる株式会社イーストヘンプを設立し、基礎化粧品/健康食品のブランド「MUKOOMI 」に関する商品開発・販売を行なっている。また、現在はD2Cコンサル、EC制作等の他業務にも事業を展開している。

## エピソード
- 父がインド人で、母が日本人。
- 世界3大ミス・コンテストの中でも最も歴史が長い「ミス・ワールド」の2016年度日本代表に選出された。

- ミスワールド日本代表としては、初めてのハーフ（混血児）である[1]。
- この「ミス・ワールド」は、1951年にイギリスのロンドンで第1回大会が行われ、毎年開催されているミス・コンテストであり、出場国が最も多い。2016年11月26日から12月18日迄の間、ワシントンD.C.で行われた世界大会では、TOP20に入賞。個人スコアで入賞したのは60年振りである。
- 2017年3月に京都国際観光大使に就任。
- インドのアッサム州に所在する公益財団 Balipara Foundationのアンバサダーに就任し、Eastern Himalayas Elephant Princessと名付けられる。
- Smile Asiaのアンバサダーを2017年よりと務めている。
- 芸能活動休業中には、得意の語学を活かして、フリーランスで医療通訳の仕事をしていた経験がある。また、日本語や英語の他にベンガル語やヒンディー語の話者でもある。
- ラオスで取得できる「象使い」の資格を保有している。
- 父方の祖父は、政治家で吉川が生まれる前、インドの家には親交のあったマハトマ・ガンディーが2週間泊まりに来た[2]。また、曽祖父はインド西ベンガル初の食糧大臣だった。
- 2018年11月にTEDxKyoto スピーカーとして登壇している。
- 2022年2月に放映された、Netflixオリジナル「 ラブ・イズ・ブラインド ジャパン」にプリアとして出演している。
- 日経映像「Channel Japan」レギュラー